# Teoría general del empleo, el interés y el dinero

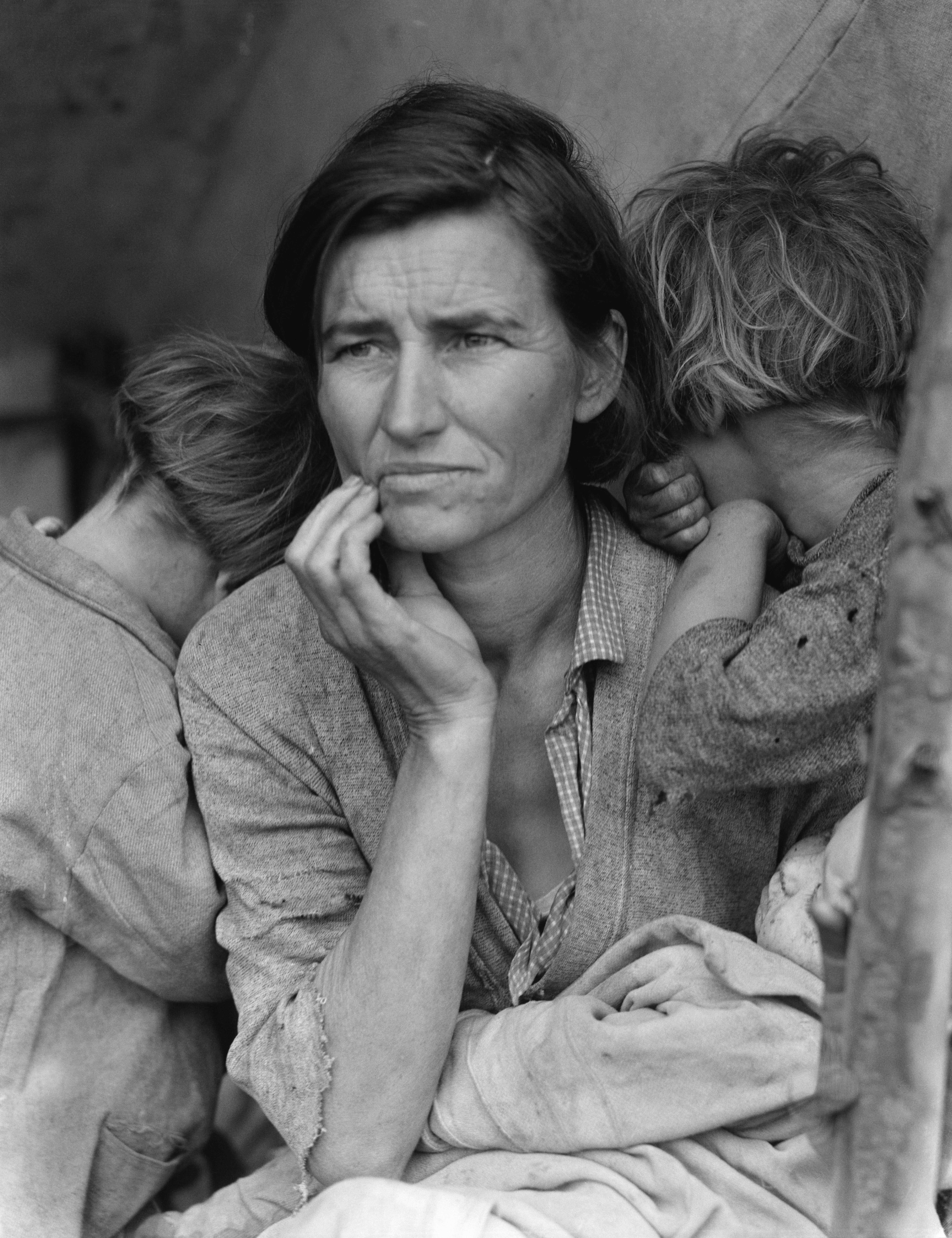
Imagen icónica de Dorotea Lange de la Gran depresión de los años 30

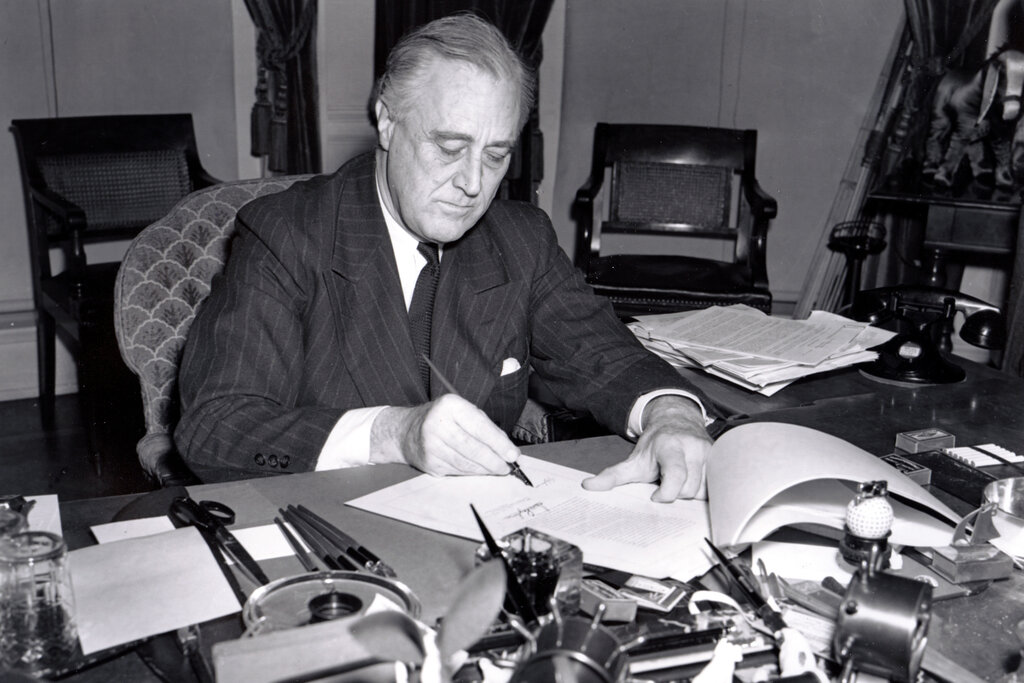
El Presidente Franklin D. Roosevelt era en cierto modo el destinatario principal de la obra.

La Teoría general del empleo, el interés y el dinero se considera la obra más destacada del economista británico John Maynard Keynes.
En gran medida, creó la terminología de la moderna macroeconomía. Se publicó en 1936, en una época marcada por la Gran Depresión (1929-1932). El libro desencadenó una revolución en el pensamiento económico, comúnmente denominada la "Revolución Keynesiana", en la forma en la que los economistas pensaban en el fenómeno económico, y especialmente en la consideración de la viabilidad y conveniencia de la gestión del sector público del nivel agregado de la demanda en la economía.
En el libro de Keynes, «Ensayos en Persuasión», el autor recordó sus frustrados intentos por influir en la opinión pública durante la Gran Depresión, a comienzos de los años treinta. La "Teoría General" representó los intentos de Keynes para cambiar la opinión general en el pensamiento que existía en el entorno macroeconómico.

## Contenido
En resumen, la "Teoría general" de Keynes argumenta que el nivel de empleo en la economía moderna estaba determinado por tres factores: la propensión marginal a consumir (el porcentaje de cualquier incremento en la renta que la gente destina para gastos en bienes y servicios), la eficiencia marginal del capital (dependiente de los incrementos en las tasas de retorno) y la tasa de interés. El argumento clave en el pensamiento keynesiano es que ante una economía debilitada por la baja demanda (como por ejemplo, en una depresión), donde hay un problema desencadenante (dificultad en conseguir una economía que crezca vigorosamente), el gobierno (más genéricamente: el sector público) puede incrementar la demanda agregada incrementando sus gastos (aunque incurra en déficit público), sin que el sector público incremente la tasa de interés lo suficiente como para minar la eficacia de esta política.
Keynes previó en su "Teoría general" que su libro probablemente iba a liderar una revolución en la forma que los empresarios pensarían sobre los temas de interés público. El pensamiento keynesiano (los intentos del gobierno intentando influir en la demanda a través de los impuestos, el gasto público, y la política monetaria) fue muy influyente en la época de la postguerra tras la Segunda Guerra Mundial. Sin embargo, la estanflación de la década de 1970 hizo que el enfoque intervencionista keynesiano perdiera su atracción en los círculos políticos y de los teóricos económicos. En la mayoría de las economías, se comenzó a creer que el manejo keynesiano de la demanda era complejo, deteriora los beneficios de un presupuesto público equilibrado, así como favorecer la inflación.[cita requerida] Hasta cierto punto, la teoría keynesiana sufrió debido a su propio éxito en la postguerra, durante la que terminó con largos periodos de paro y pérdida de producción. De todas maneras, el keynesianismo todavía existe en la forma de la denominada Nueva Economía Keynesiana, que intenta combinar la economía neoclásica con algunas conclusiones de la política keynesiana.[cita requerida]

## El estilo literario de Keynes
Keynes fue un gran comunicador de la lengua inglesa, con una escritura muy fluida, que se evidencia a veces en la "Teoría General". Un ejemplo es el capítulo 12, en el que habla del "Estado de las Expectativas a largo plazo", considerado por muchos como un ejemplo de los mejores textos sobre bolsa. Sin embargo, gran parte del libro muestra el peor Keynes a la hora de usar el lenguaje, con frases complejas y largas, nada características de su estilo de escritura en otras obras previas.

## El poder de las ideas

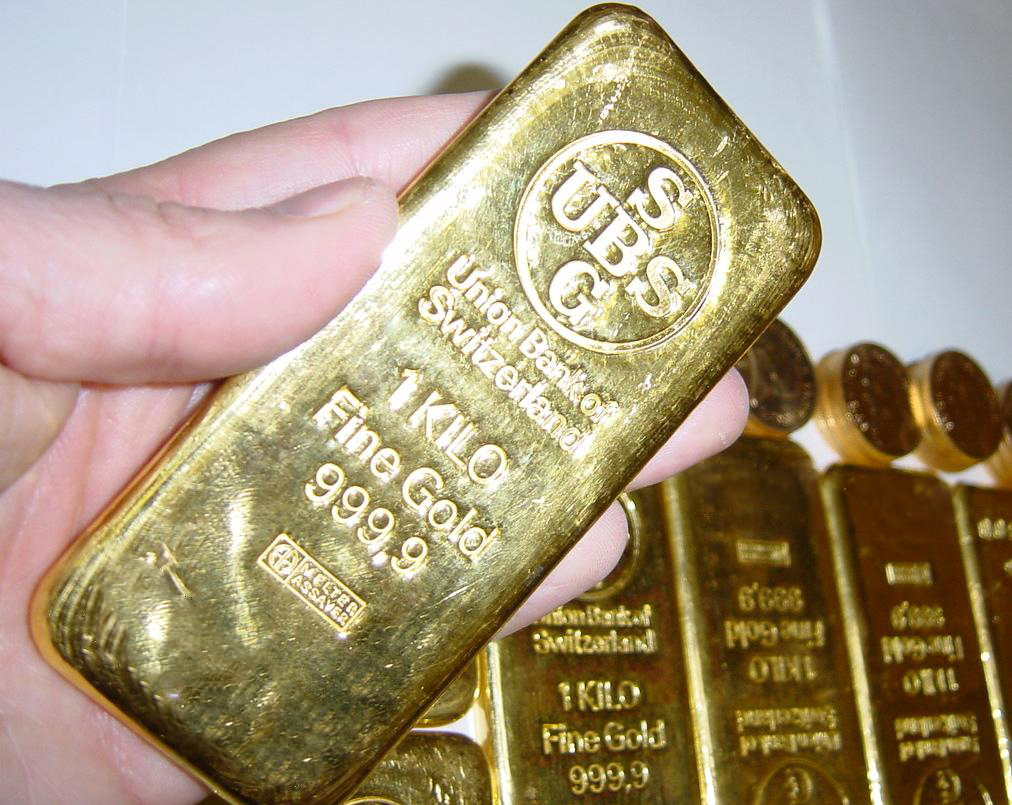
El patrón oro es un ejemplo de las ideas dominantes establecidas con el tiempo y lo suficientemente poderosas como para influir en el comportamiento de los hombres de poder.

Keynes argumentó que las ideas tenían una fuerza considerable para guiar a los hombres, y esta fuerza se manifiesta sobre todo a través de las decisiones de los hombres de poder. En esto su pensamiento difería, por ejemplo, del de Karl Marx, quien argumentaba que "las ideas de la clase dominante son ideas dominantes en todas las épocas". Para él, las ideas dominantes eran aquellas que se habían establecido con el tiempo y eran lo suficientemente poderosas como para influir en el comportamiento de los hombres de poder. Estas consideraciones también están presentes en la teoría general. En el XXIV y último capítulo del trabajo, se escriben las Notas finales sobre la filosofía social a la que podría conducir la teoría general:
"Los hombres prácticos, que se creen bastante libres de cualquier influencia intelectual, generalmente son esclavos de un economista fallecido. Los locos con autoridad, que escuchan voces en el aire, están destilando su frenesí de un escritor académico hace unos años."

## Los objetivos de Keynes en la teoría general.
El argumento central de La teoría general es que el nivel de empleo no está determinado por el precio del trabajo, como en la economía clásica, sino por el nivel de la demanda agregada. Si la demanda total de bienes en pleno empleo es menor que la producción total, entonces la economía tiene que contraerse hasta que se logre la igualdad. Por lo tanto, Keynes negó que el pleno empleo fuera el resultado natural de mercados competitivos en equilibrio.
En esto, desafió la sabiduría económica convencional ("clásica") de su época. En una carta a su amigo George Bernard Shaw el día de Año Nuevo de 1935, escribió:

"Creo que estoy escribiendo un libro sobre teoría económica que revolucionará en gran medida, no, supongo, de inmediato, sino en el transcurso de los próximos diez años, la forma en que el mundo piensa sobre sus problemas económicos..... No puedo esperar que usted, o nadie más, crea esto en la etapa actual. Pero para mí, no solo creo en lo que digo, en mi opinión, estoy bastante seguro."

El primer capítulo de la teoría general (solo media página) tiene un tono radical similar:

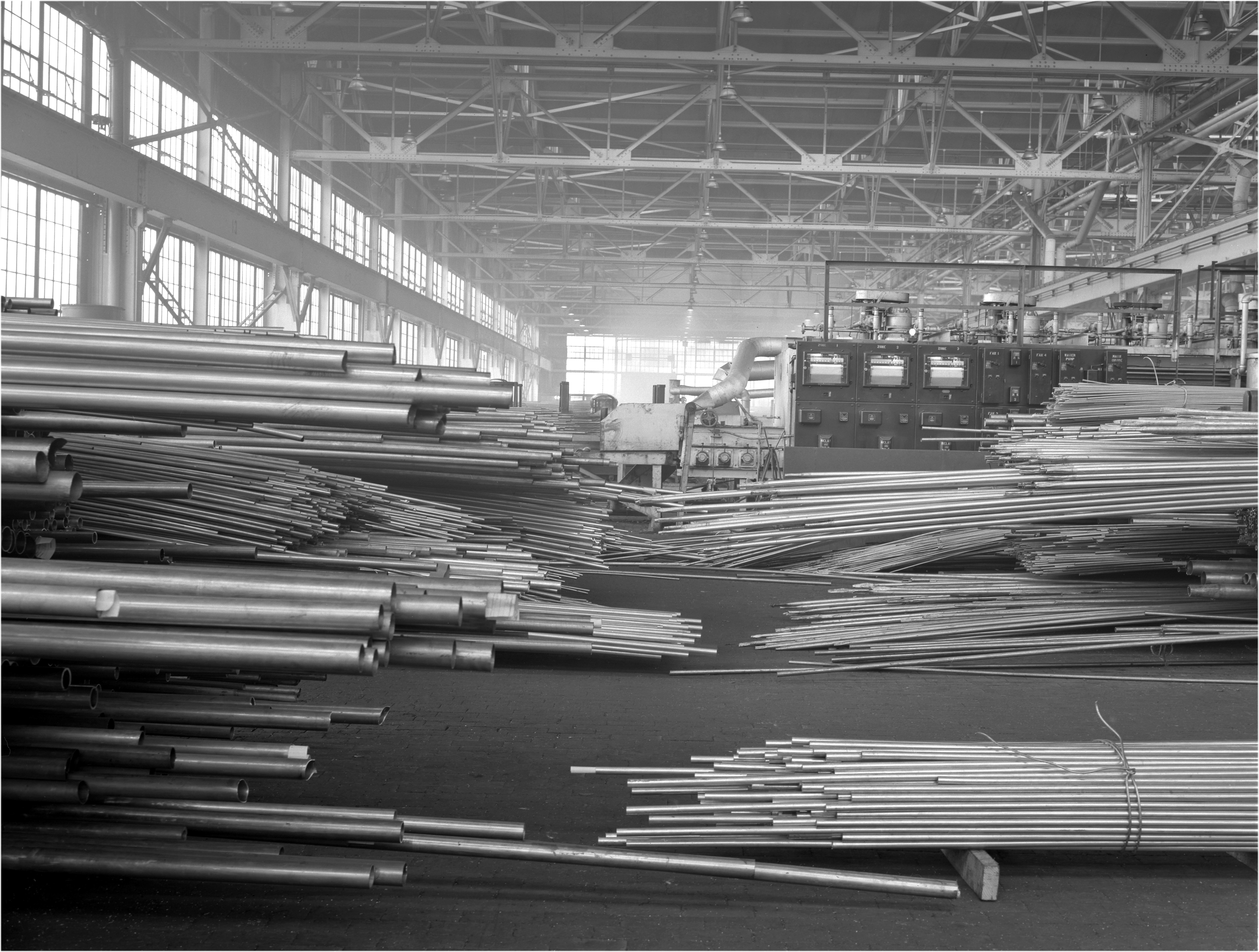
Keynes pone el énfasis en el papel de la economía productiva, con preferencia sobre la economía financiera

"He llamado a este libro Teoría general del empleo, el interés y el dinero, poniendo énfasis en el prefijo general. El objetivo de tal título es contrastar el carácter de mis argumentos y conclusiones con los de la teoría clásica del tema, sobre el cual fui educado y que domina el pensamiento económico, tanto práctico como teórico, de las clases dirigentes y académicas de esta generación, como lo ha hecho desde hace cien años. Argumentaré que los postulados de la teoría clásica son aplicables solo a un caso especial y no al caso general, ya que la situación que asume es un punto limitante de las posibles posiciones de equilibrio. Además, las características del caso especial asumido por la teoría clásica no son las de la sociedad económica en la que realmente vivimos, con el resultado de que su enseñanza es engañosa y desastrosa si intentamos aplicarla a los hechos de la experiencia."

## Resumen de la obra
La teoría principal de Keynes (incluidos sus elementos dinámicos) se presenta en los capítulos 2-15, 18 y 22, que se resumen aquí. Los capítulos restantes del libro de Keynes contienen amplificaciones de varios tipos y se describen más adelante en este artículo.

### Libro I: Introducción
El primer libro de la teoría general es un repudio de la ley de Say. La visión clásica de Say era que el valor de los salarios era igual al valor de los bienes producidos, y que los salarios eran inevitablemente reintegrados a la economía, manteniendo la demanda al nivel de la producción actual. Por lo tanto, a partir del pleno empleo, no puede haber un exceso de producción industrial que conduzca a la pérdida de puestos de trabajo. "la oferta crea su propia demanda".

#### Estabilidad de los salarios en términos monetarios.
La ley de Say depende de la operación de una economía de mercado. Si hay desempleo (y si no hay distorsiones que impidan que el mercado de empleo se adapte a él), habrá trabajadores dispuestos a ofrecer su trabajo a menos de los niveles salariales actuales, lo que provocará una presión a la baja sobre los salarios y mayores ofertas de empleo.
Los clásicos sostuvieron que el pleno empleo era la condición de equilibrio de un mercado laboral no distorsionado, pero Keynes y ellos coincidieron en la existencia de distorsiones que impiden la transición al equilibrio. La posición clásica había sido, en general, considerar las distorsiones como el culpable y argumentar que su eliminación era la principal herramienta para eliminar el desempleo. Por otra parte, Keynes consideraba las distorsiones del mercado como parte del tejido económico y defendía diferentes medidas de política que (como consideración separada) tenían consecuencias sociales que él personalmente consideraba agradables y que esperaba que sus lectores vieran de la misma manera.
Las distorsiones que han impedido que los niveles salariales se adapten a la baja se han reflejado en los contratos de trabajo que se expresan en términos monetarios; en diversas formas de legislación, como el salario mínimo y en los beneficios provistos por el estado; en la falta de voluntad de los trabajadores para aceptar reducciones en sus ingresos; y en su capacidad a través de la sindicalización para resistir las fuerzas del mercado que ejercen una presión hacia abajo sobre ellos.
Keynes aceptó la relación clásica entre los salarios y la productividad marginal del trabajo, refiriéndose a ella en p5 como el "primer postulado de la economía clásica" y resumiéndola diciendo que "el salario es igual al producto marginal del trabajo".
El primer postulado se puede expresar en la ecuación y '(N) = W / p, donde y (N) es el resultado real cuando el empleo es N, y W y p son la tasa salarial y la tasa de precio en términos monetarios (y, por tanto, W / p es la tasa salarial en términos reales). Un sistema puede analizarse asumiendo que W es fijo (es decir, que los salarios se fijan en términos monetarios) o que W / p es fijo (es decir, que están fijados en términos reales) o que N es fijo (por ejemplo, si los salarios se adaptan a garantizar el pleno empleo). Los tres economistas clásicos habían hecho las tres suposiciones, pero bajo el supuesto de salarios fijados en términos monetarios, el "primer postulado" se convierte en una ecuación en dos variables (N y p), y las consecuencias de esto no se han tenido en cuenta por la escuela clásica.
Keynes propuso un 'segundo postulado de la economía clásica' afirmando que el salario es igual a la desutilidad marginal del trabajo. Esta es una instancia de salarios fijados en términos reales. Atribuye el segundo postulado a los clásicos sujetos a la calificación de que el desempleo puede resultar de salarios fijados por la legislación, la negociación colectiva o la "simple obstinación humana" (p6), ninguno de los cuales puede identificarse con la desutilidad marginal del trabajo y todos los cuales es probable que fijen los salarios en términos monetarios.

#### Esquema de la teoría de Keynes
La teoría económica de Keynes se basa en la interacción entre las demandas de ahorro, inversión y liquidez (es decir, dinero). El ahorro y la inversión son necesariamente iguales, pero diferentes factores influyen en las decisiones que los afectan. El deseo de ahorrar, en el análisis de Keynes, es principalmente una función de la renta: cuanto más altos sean los ingresos de las personas, más tratarán de ahorrar. La rentabilidad de la inversión, por otro lado, está determinada por la relación entre el rendimiento disponible del capital y el tipo de interés. La economía debe encontrar su camino hacia un equilibrio en el que no se ahorre más dinero del que se invierta y esto se puede lograr mediante la contracción de la renta y la consiguiente reducción del nivel de empleo.
En el esquema clásico, es la tasa de interés más que el ingreso lo que se ajusta para mantener el equilibrio entre el ahorro y la inversión; pero Keynes afirma que el tipo de interés ya desempeña otra función en la economía, la de igualar la demanda y la oferta de dinero, y que no puede ajustarse para mantener dos equilibrios separados. En su opinión, es el papel monetario el que se impone. Por esta razón, la teoría de Keynes es tanto una teoría del dinero como del empleo: la economía monetaria de interés y liquidez interactúa con la economía real de producción, inversión y consumo.

### Libro II: Definiciones e ideas.

#### La elección de las unidades.
Keynes buscó permitir la falta de flexibilidad a la baja de los salarios mediante la construcción de un modelo económico en el que la oferta monetaria y las tasas salariales se determinaran externamente (esta última en términos monetarios), y en el que las principales variables se fijaran en las condiciones de equilibrio de varios mercados en presencia de estos hechos.
Muchas de las cantidades de interés, ingresos y consumo, son monetarias. Keynes a menudo expresa tales cantidades en unidades salariales (Capítulo 4): para ser precisos, un valor en unidades salariales es igual a su precio en términos monetarios dividido por W, el salario (en unidades monetarias) por hora de trabajo. En general, Keynes escribe un subíndice w en cantidades expresadas en unidades salariales, pero aquí omitimos la w. Cuando, ocasionalmente, usamos términos reales para un valor que Keynes expresa en unidades salariales, lo escribimos en minúsculas (por ejemplo, y en lugar de Y).
Como resultado de la elección de las unidades de Keynes, el supuesto de salarios fijos, aunque importante para el argumento, es en gran medida invisible en el razonamiento. Si queremos saber cómo un cambio en la tasa salarial influiría en la economía, Keynes nos dice en la p266 que el efecto es el mismo que el de un cambio opuesto en la oferta monetaria.

#### La identidad del ahorro y la inversión.
La relación entre el ahorro y la inversión, y los factores que influyen en sus demandas, juegan un papel importante en el modelo de Keynes. El ahorro y la inversión se consideran necesariamente iguales por las razones establecidas en el Capítulo 6, que analiza los agregados económicos desde el punto de vista de los fabricantes. La discusión es compleja, considerando asuntos como la depreciación de la maquinaria, pero se resume en la p63:

"Siempre que se acuerde que los ingresos son iguales al valor de la producción actual, que la inversión actual es igual al valor de la parte de la producción actual que no se consume, y que el ahorro es igual al exceso de ingresos sobre el consumo ... La igualdad de ahorro e inversión se sigue necesariamente."

Esta declaración incorpora la definición de ahorro de Keynes, que es la normal.

Las propensiones de Keynes a consumir C y ahorrar S, como funciones de los ingresos Y.

### Libro III: La propensión a consumir.
El libro III de la Teoría general se dedica a la propensión al consumo, que se introduce en el Capítulo 8 como el nivel deseado de gasto en consumo (para un individuo o agregado sobre una economía). La demanda de bienes de consumo depende principalmente de los ingresos Y y puede escribirse funcionalmente como C (Y). El ahorro es la parte del ingreso que no se consume, por lo que la propensión a ahorrar S (Y) es igual a Y – C (Y). Keynes analiza la posible influencia de la tasa de interés r en el atractivo relativo del ahorro y el consumo, pero la considera "compleja e incierta" y la deja como parámetro.
Sus definiciones aparentemente inocentes representan una suposición cuyas consecuencias serán consideradas más adelante. Dado que Y se mide en unidades salariales, se considera que la proporción del ingreso ahorrado no se ve afectada por el cambio en el ingreso real que resulta de un cambio en el nivel de precios, mientras que los salarios se mantienen fijos. Keynes reconoce que esto no es deseable en el punto 1 de la Sección II. Sería posible corregirlo dando la propensión a consumir una forma como C (Y, p / W) donde p es el nivel de precios, pero Keynes no lo hace.
En el Capítulo 9, proporciona una enumeración homilética de los motivos para consumir o no, encontrando que se encuentran en consideraciones sociales y psicológicas que se pueden esperar que sean relativamente estables, pero que pueden estar influenciadas por factores objetivos tales como "cambios en las expectativas de la relación entre el nivel de ingresos presente y futuro '(p95).

#### La propensión marginal al consumo y el multiplicador.
La propensión marginal a consumir, C '(Y), es el gradiente de la curva color púrpura y la propensión marginal a ahorrar S' (Y) es igual a 1 – C '(Y). Keynes afirma como una 'ley psicológica fundamental' (p96) que la propensión marginal al consumo será positiva y menor que la unidad.
El Capítulo 10 introduce el famoso 'multiplicador' a través de un ejemplo: si la propensión marginal a consumir es del 90%, entonces 'el multiplicador k es 10; y el empleo total causado por (por ejemplo, el aumento de las obras públicas será diez veces mayor que el empleo causado por las propias obras públicas '(pp116f). Formalmente Keynes escribe el multiplicador como k = 1 / S '(Y). De su 'ley psicológica fundamental' se desprende que k será mayor que 1.
El planteamiento de Keynes no es inteligible hasta que su sistema económico se haya establecido completamente (ver más abajo). En el Capítulo 10, describe su multiplicador como relacionado con el introducido por R. F. Kahn en 1931, [5] pero los dos tienen poco en común. El mecanismo del multiplicador de Kahn reside en una serie infinita de transacciones, cada una concebida como la creación de empleo: si gasta una cierta cantidad de dinero, el destinatario gastará una proporción de lo que reciba, el segundo receptor gastará una mayor cantidad de dinero. Proporción de nuevo, y así sucesivamente. Se puede extraer suficiente significado de la explicación de Keynes de su propio mecanismo (en el segundo párrafo de p117) para ver que no hace referencia a series infinitas. También difiere del multiplicador de Kahn en estar vinculado a la inversión en lugar del gasto en general, y en tener un valor determinado por la propensión marginal a consumir en lugar de hacerlo por la propensión marginal a gastar.

Gràfico de Keynes de la eficiencia marginal del capital.

### Libro IV: El incentivo a invertir.

#### La tasa de inversión
El Libro IV analiza el incentivo para invertir, y las ideas clave se presentan en el Capítulo 11. La 'eficiencia marginal del capital' se define como el ingreso anual que se obtendrá mediante un incremento adicional del capital como una proporción de su costo. El "gràfico de la eficiencia marginal del capital" es la función que, para cualquier tipo de interés r, nos da el nivel de inversión que tendrá lugar si se aceptan todas las oportunidades cuyo rendimiento es al menos r. Por construcción, esto depende solo de r y es una función decreciente de su argumento; está ilustrado en el diagrama, y lo escribiremos como Is (r).
Este diagrama es una característica del proceso industrial actual que Irving Fisher describió como que representa el "lado de oportunidad de inversión de la teoría del interés"; y, de hecho, la condición de que debe ser igual a S (Y, r) es la ecuación que determina la tasa de interés de los ingresos en la teoría clásica. Keynes está buscando revertir la dirección de la causalidad.
Interpreta que el cronograma expresa la demanda de inversión a cualquier valor dado de r, y le da un nombre alternativo: "Llamaremos a esto el gràfico de demanda de inversión ..." (p136). También se refiere a ella como la 'curva de demanda de capital' (p178). Sin embargo, tiene muchas de las propiedades de una curva de oferta (por ejemplo, no está limitada por los ingresos). Es análogo a la curva que da la cantidad de oro que se puede extraer del suelo a un precio menor que p. No obstante, el cronograma de la eficiencia marginal del capital era una función de demanda a los ojos de Keynes.
Para condiciones industriales fijas, concluimos que "el monto de la inversión ... depende de la tasa de interés" como John Hicks lo indicó en "El Sr. Keynes y los" Clásicos"".

#### Interés y preferencia por la liquidez.
Keynes propone dos teorías sobre la preferencia por la liquidez (es decir, la demanda de dinero): la primera como teoría del interés en el Capítulo 13 y la segunda como corrección en el Capítulo 15. Sus argumentos ofrecen un amplio margen de crítica, pero su conclusión final es que la preferencia por la liquidez es una función principalmente de los ingresos y la tasa de interés. La influencia de los ingresos (que realmente representa un compuesto de ingresos y riqueza) es un terreno común con la tradición clásica y está incorporada en la Teoría cuantitativa del dinero. La influencia del interés también se había notado anteriormente, en particular por Frederick Lavington. Por lo tanto, la conclusión final de Keynes puede ser aceptable para los lectores que cuestionan los argumentos que utiliza. Sin embargo, muestra una tendencia persistente a pensar en términos de la teoría del Capítulo 13 mientras acepta nominalmente la corrección del Capítulo 15.
El capítulo 13 presenta la primera teoría en términos más bien metafísicos. Keynes sostiene que:

"Debería ser obvio que la tasa de interés no puede ser un retorno al ahorro como tal. Porque si un hombre acumula sus ahorros en efectivo, no gana intereses, aunque ahorra tanto como antes. Por el contrario, la mera definición de la tasa de interés nos dice en pocas palabras que la tasa de interés es la recompensa por prescindir de la liquidez durante un período específico."

A lo que Jacob Viner replicó que:

"Por un razonamiento análogo, podría negar que los salarios son la recompensa por el trabajo, o que la ganancia es la recompensa por asumir riesgos, porque el trabajo a veces se realiza sin anticipación o realización de un retorno, y se sabe que los hombres que asumen riesgos financieros pueden incurrir en pérdidas como resultado en lugar de ganancias."

Keynes continúa afirmando que la demanda de dinero es una función de la tasa de interés solo por el hecho de que:

"La tasa de interés es ... el "precio" que equilibra el deseo de mantener la riqueza en forma de efectivo con la cantidad disponible de efectivo ..."

que, como comentó Frank Knight, parece asumir que la demanda es simplemente una función inversa del precio. El resultado de estos razonamientos es que:
Y específicamente determina la tasa de interés, que por lo tanto no puede ser determinada por los factores tradicionales de "productividad y ahorro".
El Capítulo 15 analiza con más detalle los tres motivos que Keynes atribuye a la tenencia de dinero: el "motivo de transacción", el "motivo de precaución" y el "motivo especulativo". Considera que la demanda que surge de los dos primeros motivos "depende principalmente del nivel de ingresos" (p199), mientras que la tasa de interés "probablemente sea un factor menor" (p196).
Keynes trata la demanda especulativa de dinero como una función de r solo sin justificar su independencia de los ingresos. Dijo que...

"lo que importa no es el nivel absoluto de r, sino el grado de divergencia con lo que se considera un nivel bastante seguro ..."

Pero da razones para suponer que la demanda, sin embargo, tenderá a disminuir a medida que r aumente. Por lo tanto, escribe la preferencia de liquidez en la forma L1 (Y) + L2 (r) donde L1 es la suma de las demandas de transacción y precaución y L2 mide la demanda especulativa. La estructura de la expresión de Keynes no juega ningún papel en su teoría posterior, por lo que no hace daño seguir a Hicks al describir la preferencia de liquidez simplemente como L (Y, r).
'La cantidad de dinero determinada por la acción del banco central' se toma como dada (es decir, exógena - p247) y constante (porque el acaparamiento se descarta en la p174 por el hecho de que la expansión necesaria de la oferta monetaria no puede ser determinada por el público').
Keynes no pone un subíndice 'w' en L o M, lo que implica que deberíamos pensar en ellos en términos monetarios. Esta sugerencia se ve reforzada por su redacción en la p172, donde dice "A menos que midamos la preferencia por la liquidez en términos de unidades salariales (lo cual es conveniente en algunos contextos) ...". Pero setenta páginas más tarde, hay una declaración bastante clara de que la preferencia por la liquidez y la cantidad de dinero se "miden en términos de unidades salariales" (p246).

## Temas e ideas

### La discontinuidad con la teoría preexistente: el mercado laboral.
En el segundo capítulo, que forma parte de la introducción del trabajo, Keynes identifica los supuestos que considera fundamentales para la teoría económica ortodoxa de la época y destaca los puntos en los que es más crítico. Keynes cree que, desde el punto de vista de la teoría del empleo, la teoría clásica se basa en dos postulados fundamentales:
- El salario es igual al producto marginal del trabajo.
- La utilidad de los salarios, para una cantidad dada de trabajo, es igual a la desutilidad marginal de esa cantidad de empleo.

El primer postulado, que Keynes acepta, se basa en la hipótesis de que el salario de un trabajador es igual al producto adicional que se obtiene a través del trabajo del último empleado asalariado o, más precisamente, el valor del producto que se perdería eliminando una unidad de ocupación. El segundo, en el que el economista de Cambridge basa sus críticas, significa que los trabajadores aceptan un salario real que, según ellos, es suficiente para movilizar la cantidad de empleo ofrecido. La consecuencia de estos dos postulados es que, según los economistas neoclásicos (en el sentido keynesiano), no puede haber desempleo involuntario, sino solo friccional y voluntario.
El primer tipo de desempleo es, por así decirlo, fisiológico en una sociedad dinámica: de hecho, se trata de todos los casos de trabajadores no empleados temporalmente porque se están moviendo de un trabajo a otro, u ocurre debido a errores en el cálculo por parte del empresas, o por otras razones organizativas. El segundo tipo de desempleo se debe a la disposición de los trabajadores a no aceptar el salario equivalente al producto marginal que agregan a la producción. Según los neoclásicos, las empresas impulsan la producción hasta que la productividad marginal es igual a los salarios reales y, como resultado, el único límite al empleo está dado por el nivel de los salarios reales, ya que las compañías tienden a tener más y más mano de obra en la parte superior el nivel de producción para obtener mayores ingresos.
Keynes hace dos objeciones a esta forma de pensar, a partir de la hipótesis (que él considera ampliamente verificable en la realidad de los hechos) de que hay trabajadores que estarían dispuestos a aceptar el salario actual, pero que aún permanecen desocupados. Primero, dice Keynes, "los trabajadores no miran los salarios reales (excepto en casos excepcionales, como la hiperinflación), sino el dinero monetario". No abandonarán el mercado laboral porque, por ejemplo, los precios han aumentado (y, por lo tanto, los salarios reales han disminuido). A lo sumo, lo harán cuando disminuyan los salarios monetarios. Además, los trabajadores (o, mejor aún, las organizaciones que firman convenios colectivos) no deciden sobre salarios reales, sobre los cuales no pueden influir, sino sobre la base de los monetarios. Como consecuencia, el salario real no puede considerarse igual a la desutilidad del trabajo, porque los trabajadores no pueden hacer coincidir los dos valores.
La causa del desempleo, por lo tanto, se encuentra fuera del mercado laboral. De hecho, este último, como se ha señalado, es un mercado cuyo comportamiento es pasivo, en el sentido de que el equilibrio en el mercado laboral se deriva de fuerzas externas a él. En el trabajo se plantea la hipótesis de que la causa del desempleo involuntario debe buscarse en un nivel bajo de demanda agregada. Keynes, como ya se ha dicho, no rechaza el primer postulado, o la correlación entre la productividad marginal del trabajo y los salarios reales, sino que invierte el orden causal prevalente. No son los salarios reales los que influyen en la productividad marginal del trabajo. Por el contrario, dada la curva de productividad marginal del trabajo, la demanda agregada determina "el volumen de empleo, y este volumen de empleo corresponde inequívocamente a un nivel dado de salarios reales; pero estas relaciones no son reversibles". La curva de productividad marginal debe considerarse como tal, no como una curva de la demanda de trabajo por parte de los empresarios en relación con los salarios. Sobre la base del nivel de empleo, se establece el nivel de precios y, por lo tanto, dados los salarios monetarios (que se deciden mediante negociación colectiva), los salarios reales. Desde un punto de vista lógico, el nivel de empleo es superior al de los salarios reales.
Si el nivel de demanda y producción fuera bajo, es cierto que los salarios reales aumentarían, pero los trabajadores no podrían decidir bajar el salario real y aumentar el empleo. De nuevo en palabras de Keynes, "una disminución en el empleo, aunque necesariamente implica que los trabajadores reciben un salario equivalente a una mayor cantidad de bienes-salarios, no se debe necesariamente al hecho de que los trabajadores exigen una mayor cantidad de bienes-salarios".

### La crítica de la ley de Say.
La crítica del otro pilar de la teoría neoclásica, la ley de Say, es el tercer punto importante de discontinuidad entre Keynes y sus predecesores. Según la ley de Say (que toma su nombre de Jean-Baptiste Say, economista clásico), "la oferta crea su propia demanda": la demanda se adapta a la producción, hasta el punto de que no es posible que lo que se produce permanezca sin vender, porque la producción genera un ingreso de monto equivalente y el ingreso, a su vez, siempre se gasta en su totalidad para comprar bienes. La explicación neoclásica de esta ley es argumentar que hay un precio (que en este caso es la tasa de interés) que siempre equilibra el ahorro y la inversión, de modo que la oferta y la demanda de bienes se igualan. Keynes no cuestiona la hipótesis de que la producción genera ingresos de una cantidad equivalente, pero se centra en la siguiente hipótesis: el hecho de que todos los ingresos se gasten (tarde o temprano) es, en su opinión, una suposición incorrecta, y la explicación debe buscarse sobre todo en las motivaciones que determinan las opciones de inversión.

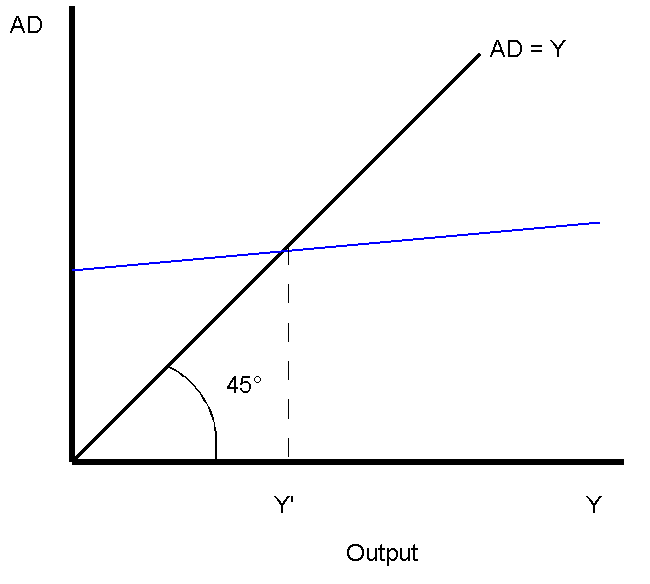
La cruz keynesiana

### La ley de la demanda efectiva. La cruz keynesiana
Una de las representaciones gráficas más famosas del principio keynesiano de demanda efectiva es la exhibida por Alvin Hansen en 1953, en su trabajo A Guide to Keynes. El gráfico se conoce como "diagrama diagonal cruzado" o "cruz keynesiana".
En un diagrama cartesiano, el nivel de la demanda agregada se muestra en las ordenadas (AD) y el nivel de producción en las abscisas (Y). Desde el origen de los ejes hay una línea recta inclinada a 45 grados, que es la línea recta en la que se encuentran todas las posiciones posibles de equilibrio (AD = Y la demanda es igual a la producción) : la producción no podrá establecerse en puntos fuera de la línea recta, ya que estos últimos representan situaciones de desequilibrio entre la oferta y la demanda. Para determinar el nivel de producción que implementará la industria, entre los infinitos puntos de equilibrio en la línea AD = Y, existe la necesidad de un elemento adicional: el nivel de demanda agregada, representado por la línea recta de color azul. En el punto donde se encuentran las dos líneas, el nivel de producción es tal que la demanda (línea azul) es igual a la oferta. Cuando la demanda es mayor que la producción, las existencias se agotarán y las empresas decidirán producir más en un período posterior, lo que generará un aumento en el ingreso distribuido. El razonamiento inverso se puede hacer en caso de exceso de oferta. En consecuencia, niveles más altos de demanda agregada (en posiciones más altas en la línea azul) corresponderán a niveles más altos de producción. Gráficamente, al elevar la posición de la línea recta azul, el punto en el que se encuentra con la línea de 45 grados corresponde a un nivel más alto de Y, es decir, de producción.
Keynes identifica el principal determinante de los ingresos de equilibrio en el nivel de demanda efectiva. De hecho, Keynes no fue el primero en teorizar el papel de la demanda efectiva. Antes de él fueron Karl Marx, Thomas Robert Malthus, Rosa Luxemburg y Jean Charles Léonard de Sismondi los que criticaron el escenario de Say e identificaron la razón de la crisis en la falta de demanda agregada.
Para Keynes, los empresarios ajustan la producción en función de los ingresos que creen que obtienen con un cierto nivel de empleo. El objetivo de los empresarios es maximizar sus ganancias. El beneficio del empresario, sumado al costo de los factores de producción, constituye el ingreso total de un nivel dado de empleo. Indicando con D los ingresos esperados de un nivel de ocupación determinado N  y con Z el precio total de la oferta, siempre con el mismo nivel de ocupación N, los empresarios aceptarán producir hasta que D = Z. Siempre que D> Z, los empresarios aceptarán aumentar la producción, porque podrán obtener más ganancias. Por lo tanto, la ocupación N aumentará. El aumento del empleo también aumentará los costos de producción (Z) y, por consiguiente, D y Z tenderán a coincidir. El nivel de D para el cual este valor es igual al de Z se denomina demanda real. La producción estará al nivel de la demanda efectiva y el empleo se ajustará para este propósito.
Cuanto más ingresos creen los empresarios que obtendrán, mayor será la producción y más empleos se necesitarán. D, que es el ingreso esperado por los empresarios, es la suma de dos cantidades: D 1, el gasto de consumo proporcionado por el empresario y D 2, el gasto en nuevos bienes de capital (o inversión) siempre según lo planeado por el empresario. D 1, a su vez, depende de la propensión a consumir, del porcentaje de ingresos, es decir, que sus ganadores deciden destinar a la compra de bienes de consumo. Cuando el empleo N aumenta, en la teoría keynesiana, los ingresos y la demanda de bienes de consumo aumentan (D 1 aumenta menos que los ingresos, porque los que ganan estos ingresos no consumirán todo lo que perciben. En consecuencia, sin perjuicio de la propensión a consumir, si D 2 no aumenta, los empresarios ya no estarán de acuerdo en mantener el nivel de empleo anterior, porque D sería menor de Z y producirían con pérdida. Un bajo nivel de D 2, según Keynes, puede llevar a un equilibrio estable de subempleo. Lo más serio que el autor de la Teoría general enfatiza, además, es que cuanto más rica es una sociedad, menos gastará para su consumo y mayor será la necesidad de D 2 en la perspectiva del pleno empleo. No solo eso: una empresa adinerada tiene, como regla general, una gran cantidad de capital ya acumulado, y las oportunidades de inversión necesarias para crecer D 2 son más escasas que en una sociedad pobre (que también gasta una gran parte de sus ingresos en bienes de consumo, aumentando D 1 y haciendo que la necesidad de inversión en bienes de capital sea menos dramática.
En una inspección más cercana, decir que la inversión no es suficiente para cerrar la brecha entre D 1 y D, es decir, entre la demanda del consumidor y los ingresos, es igual a decir que los ahorros son mayores que la inversión, porque la diferencia entre el consumo y los ingresos de una producción dada es el ahorro. Como resultado, Keynes sostiene que la comunidad no puede ahorrar por una cantidad menor que la inversión, ya que esto aumentaría los ingresos e incluso los ahorros, siempre y cuando el ahorro y la inversión sean iguales. Lo mismo se aplica si los ahorros superan el nivel de la inversión. Esto se debe a que, como hemos visto, si la inversión es menor que el ahorro, los empresarios reducirán el volumen de producción (porque la demanda será menor que la oferta) y, por lo tanto, disminuirán los ingresos. La disminución en los ingresos también reducirá el nivel de ahorro, hasta que esto iguale la inversión. El papel de la inversión en el crecimiento de los ingresos se profundiza en el décimo capítulo, dedicado al llamado multiplicador de inversiones y producción.

### Los componentes de la demanda agregada: la propensión al consumo.

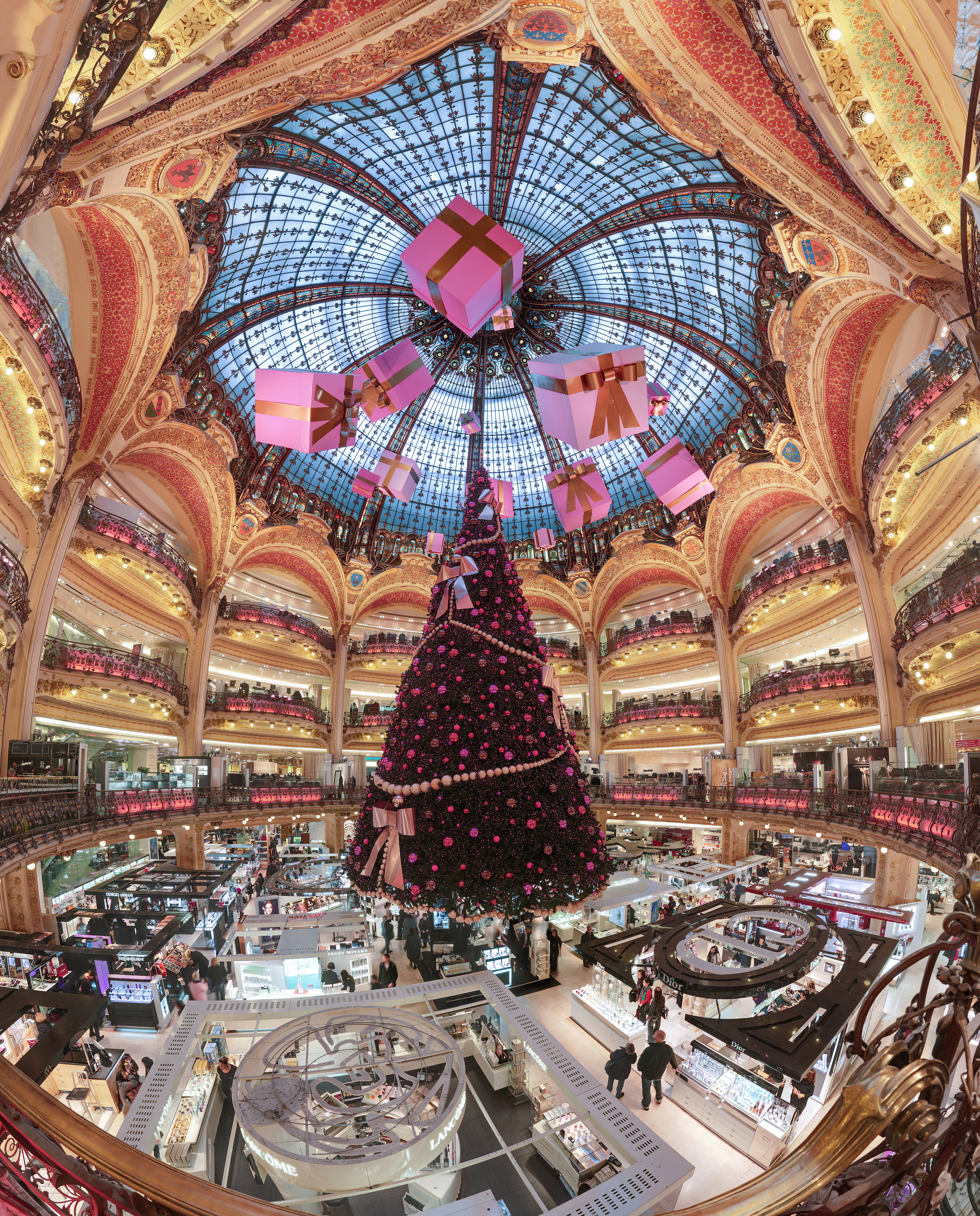
Keynes considera que la propensión al consumo es una función muy estable en términos de ingresos netos, que deberían ser suficientes para satisfacer los deseos de consumir y dinamizar la economía hasta el pleno empleo

Los libros tercero y cuarto de la Teoría general están dedicados a los componentes de la demanda agregada: se ocupan respectivamente del consumo y la inversión, o las razones que llevan al consumo (o no consumo) y la inversión.
La propensión a consumir se define como la relación entre consumo e ingresos. Indicando con C w el consumo expresado en términos de unidades de salario, con Y w el nivel de ingresos siempre expresado en unidades de salario y con χ  la propensión a consumir, puede escribir:
C w = χ (Y w) 
El valor de la propensión a consumir está determinado por dos órdenes de factores: los factores objetivos y los subjetivos. Los factores objetivos que contribuyen a la determinación del valor de la propensión a consumir son variados. La primera es una variación de la unidad salarial, que hará que el consumo varíe en la misma dirección. Sin embargo, el papel de este tipo de variación en la propensión al consumo ya es inherente a la fórmula vista, en la que el consumo y los ingresos se expresan, de hecho, en unidades de salario. Otro factor que determina el valor de χ es una variación de la diferencia entre el ingreso y el ingreso neto. Cuando la relación entre el ingreso y el ingreso neto es estable, se puede tener en cuenta el ingreso. Cuando la relación no es estable, el ingreso solo puede tomarse en cuenta si afecta el ingreso neto. De nuevo, con referencia a los ingresos netos, Keynes concede gran importancia a los cambios accidentales en los valores de capital que no se han tenido en cuenta al calcular el ingreso neto. El cuarto factor que puede afectar la propensión al consumo es la tasa de interés, pero el papel real de esta variable se considera muy incierto. Si es cierto que la tasa de interés no tiene mucha importancia para determinar la propensión a consumir, esto no se aplica al papel que desempeña la tasa de interés en la determinación de los montos realmente destinados al consumo: el valor de la tasa de interés, de hecho, afecta nivel de inversiones y, por lo tanto, sobre el valor de la demanda efectiva y sobre los ingresos distribuidos. Al cambiar el valor de los ingresos, por lo tanto, puede cambiar el valor del gasto del consumidor sin alterar la propensión al consumo. La política fiscal también desempeña un papel, especialmente cuando se utiliza para distribuir los ingresos de manera más equitativa. Aún bajo la política fiscal, se enfatiza que el establecimiento de fondos para la amortización de las deudas del estado tiene un papel en el valor de la demanda efectiva, ya que es un verdadero ahorro forzado. El último factor objetivo está constituido por las variaciones en las expectativas sobre la relación entre el nivel de ingreso presente y futuro, pero se trata de una manera muy superficial porque se considera muy poco importante y, en cualquier caso, demasiado incierto. En última instancia, Keynes considera que la propensión al consumo es una función muy estable y estos factores objetivos, aunque no se descuidan, no son muy importantes.
Lo mismo se aplica a los factores subjetivos que pueden empujar a consumir o, alternativamente, a ahorrar. En lo que respecta a los individuos, los factores que pueden influir en la propensión al consumo (y por lo tanto al ahorro) son: la necesidad de crear una reserva para hacer frente a lo inesperado, la voluntad de ahorrar para futuras inversiones (por ejemplo, en la educación de niños), disfrutar de la tasa de interés, o un gasto cada vez mayor. Además, es posible que los individuos quieran ahorrar dinero para tener un mayor sentido de independencia económica, tener dinero disponible para proyectos especulativos o comerciales, para constituir una herencia o avaricia pura y simple. Incluso la administración pública y las empresas tienen motivaciones para decidir ahorrar: el establecimiento de una reserva para invertir más sin endeudamiento, el deseo de mantener una cierta suma líquida para hacer frente a las emergencias, a un ingreso creciente, y a la prudencia financiera. Sin embargo, incluso los elementos subjetivos se consideran estáticos y no afectan la estabilidad de la relación entre consumo e ingreso.

### La propensión marginal al consumo y el multiplicador keynesiano.
En 1931, el economista inglés Richard Ferdinand Kahn publicó un artículo en el que introdujo una relación entre el nivel de empleo y el de la inversión. En la Teoría general, a partir de este modelo, denominado multiplicador del empleo, John Maynard Keynes introduce el concepto de multiplicador de inversión. Un papel importante en la formulación de la teoría lo desempeña lo que se denomina propensión marginal al consumo, es decir, el aumento del consumo debido a un aumento de los ingresos. En términos matemáticos, la propensión marginal al consumo viene dada por la fórmula d C w / d Y w. El multiplicador de inversión tiene un valor estrechamente vinculado al de la propensión marginal al consumo. La fórmula a la que se aplica el multiplicador es la siguiente:
Δ Y w = k Δ I w
Gracias a esta fórmula, se describe el efecto que tiene un aumento en las inversiones sobre los cambios en los ingresos, dada la propensión marginal al consumo. Δ Y w es el cambio en el ingreso medido en términos de unidades salariales, w I w es el cambio en las inversiones medido en términos de unidades salariales k es el multiplicador de inversión. La propensión marginal al consumo es 1 - 1 / k, y por lo tanto podemos concluir que el valor del multiplicador es igual al recíproco de la propensión marginal a ahorrar. Cuanto mayor sea la propensión marginal al consumo (menor, por lo tanto, la propensión marginal al ahorro), mayor será el efecto del aumento de la inversión en el ingreso. De ello se deduce que, en una comunidad en la que la propensión marginal al consumo es del 90%, es decir, a 9 / 10, el valor de k será 10.
La financiación de las inversiones se confía a los mayores ahorros derivados del aumento de los ingresos. "El multiplicador nos muestra cuánto debe aumentar la ocupación para aumentar los ingresos reales lo suficiente como para inducir al público a dejar de lado los ahorros adicionales necesarios. [...] Si ahorrar es la píldora y el consumo es mermelada, la nueva mermelada debe ser proporcional al tamaño de la píldora adicional".

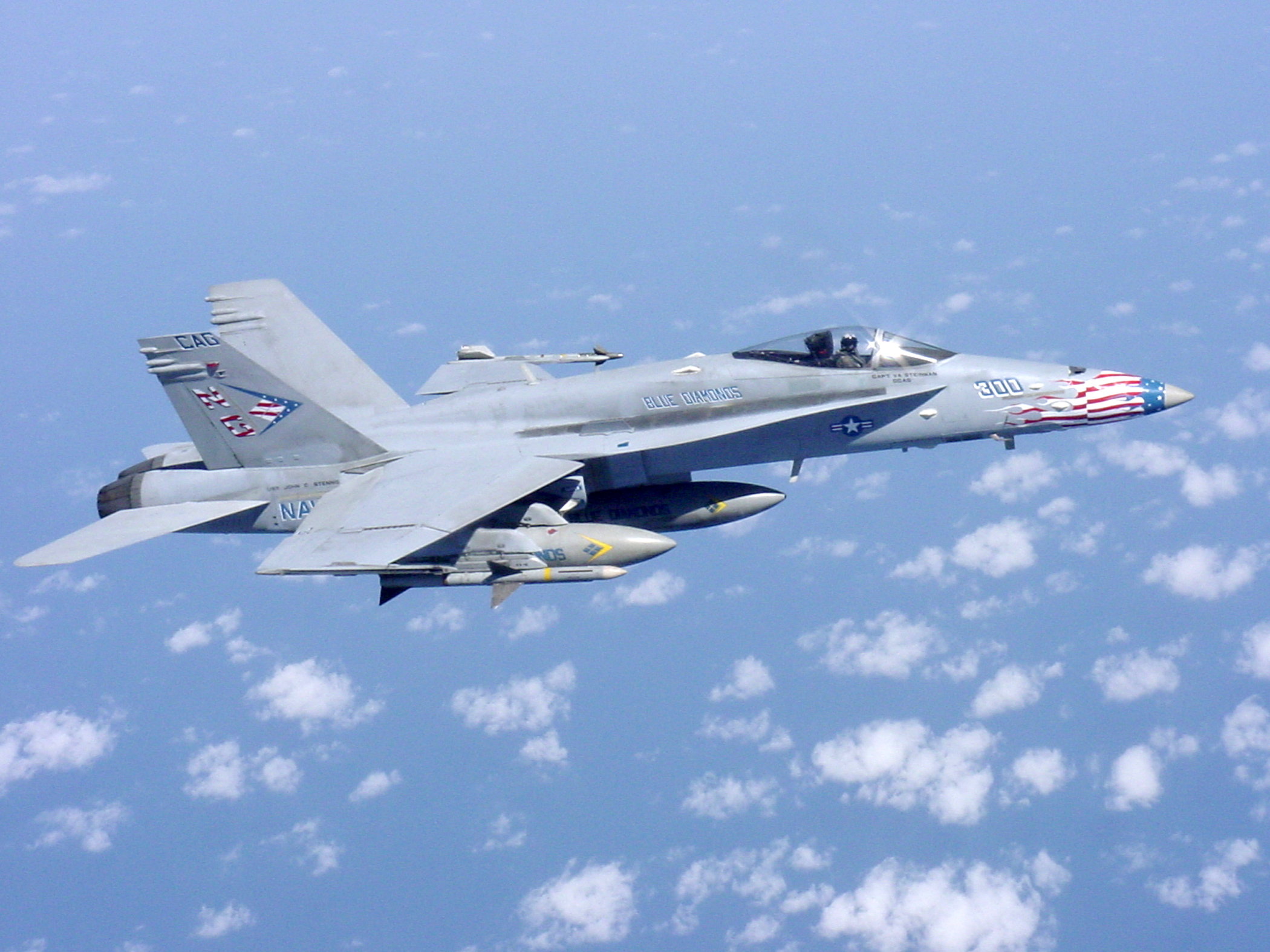
Keynes considera que los gastos de armamento tienen un efecto dinamizador de la economía.

El efecto de las inversiones puede compensarse en parte por algunos factores, especialmente cuando las inversiones son de naturaleza pública. En estos casos, puede haber un aumento en la tasa de interés y el costo de los bienes de capital, lo que podría llevar a una menor inversión privada. El mismo efecto podría ser causado por una disminución en la confianza en el crecimiento de la economía. También debemos tener en cuenta el hecho de que en un sistema abierto al comercio exterior, el aumento de la demanda se dirige en parte a los bienes extranjeros (incluso si este elemento conduce a un aumento de los ingresos extranjeros y, por lo tanto, a una mayor demanda extranjera, incluso para bienes nacionales). Finalmente, cuando hay aumentos sustanciales en el ingreso, también debe considerarse la disminución de la propensión marginal al consumo. Para describir cuantitativamente estos efectos de la elisión, Keynes toma prestado un análisis de Kahn según el cual si una economía se caracterizaba, como un sistema cerrado, por un multiplicador de 5, esto, en un sistema abierto y con las complicaciones introducidas, bajaría a entre 2 y 3. Esto no significa, sin embargo, que el rol del multiplicador se descuide.
Los efectos multiplicadores pueden resumirse diciendo que un aumento en la inversión aumenta el empleo en los sectores que producen bienes de capital. Sin embargo, el aumento del empleo no se detiene en estos sectores, sino que, a través del aumento del consumo de los factores que participan en la producción de bienes de capital, también se extiende a las empresas que producen bienes de consumo. Este proceso continúa en oleadas cada vez más bajas, debido a la forma decreciente de la propensión marginal al consumo. Estos efectos pueden considerarse instantáneos cuando las empresas productoras de bienes de consumo pronostican los aumentos de inversión, mientras que, si no, pueden diferirse en el tiempo. El autor no considera que esto influya en la validez de la teoría.
Al concluir el capítulo dedicado al multiplicador, Keynes usa una metáfora, la de "cavar hoyos", en contra de los principios del laissez-faire. Hacer inversiones consideradas parcialmente improductivas puede ser más útil que hacerlas totalmente improductivas, pero más políticamente aceptables (como las prestaciones por desempleo). La provocación de Keynes es afirmar que si la autoridad pública entierra botellas y deja que el sector privado las descubra, por el principio multiplicador, aumentaría el ingreso real y el empleo. Los gastos de armamento y de las guerras, los terremotos y otros desastres que requieren reconstrucción también se consideran panacea, desde el punto de vista de los indicadores macroeconómicos, en una sociedad que es demasiado prudente en la esfera financiera. "De hecho, sería más sensato construir casas y cosas por el estilo; pero si por esta razón se encuentran dificultades políticas y prácticas, lo anterior sería mejor que nada", dice Keynes.

### El papel de las expectativas a corto plazo en las decisiones de producción.
En el capítulo 5, el tema de las expectativas de los empresarios y su papel en la producción y el empleo se aborda de manera introductoria. La necesidad de que los empleadores formen expectativas deriva del hecho de que entre el momento de la producción y el momento de la venta, debe pasar un tiempo, durante el cual el empresario "no tiene más remedio que guiarse por tales expectativas".
Keynes describe dos tipos de expectativas:
- Las expectativas a corto plazo, es decir, aquellas relacionadas con los ingresos esperados de la venta de productos terminados y relevantes cuando el empresario da vida al proceso de producción;
- Las expectativas a largo plazo con respecto a los ingresos futuros esperados luego de una compra de activos de capital que se agregarán a las plantas.

Las primeras expectativas serán útiles para el empresario cuando decida la cantidad de producción diaria. Incluso los ingresos realmente logrados tendrán un papel en las elecciones del productor. Además, las expectativas pasadas tendrán un impacto en la producción actual, ya que ya están incorporadas en el tamaño de las plantas existentes. En general, sin embargo, las expectativas cambiarán gradualmente el empleo (con la posibilidad, según Keynes, muy probable, de una reacción exagerada inicial).
Las expectativas a corto plazo no son, en las conclusiones de la Teoría General, indispensables para tratar de explicar el nivel de producción. De hecho, están sujetas a una revisión continua y esto conduce a una tendencia muy desigual en el llamado empleo a largo plazo. En todos los niveles de expectativas, de hecho, corresponde a una ocupación a largo plazo: es el nivel de empleo que tendría si las expectativas permanecieran válidas por un período lo suficientemente largo como para permitirles influir completamente.

### Expectativas a largo plazo y eficiencia marginal del capital.
Una de las variables que influyen en las opciones de inversión de los operadores es la denominada eficiencia marginal del capital. Keynes lo define como la relación entre el ingreso potencial de una inversión y el precio de oferta de un capital, o cómo la relación entre el ingreso potencial que se deriva de una unidad de capital adicional y el costo al cual se produce esta unidad. El ingreso potencial consiste en la suma de los ingresos futuros que el empresario espera obtener de una inversión determinada. El precio de oferta del capital no es el precio de mercado del capital, sino "el precio mínimo suficiente para inducir a un productor a producir una nueva unidad adicional de ese capital". La eficiencia marginal del capital también se puede definir como la tasa de descuento particular que iguala el valor presente del ingreso prospectivo esperado y el precio de oferta. Esto significa que si la eficiencia marginal del capital (e) es más alta que la tasa de interés (r), será conveniente realizar la inversión. La inversión terminará de aumentar cuando e sea igual a r. 
A medida que aumenta la inversión, se reduce la eficiencia marginal del capital, a medida que disminuye el ingreso potencial y aumenta el precio de oferta de los bienes de capital. Keynes enfatiza que la eficiencia marginal del capital está vinculada a las expectativas sobre los valores de los ingresos potenciales. Argumenta que estos son muy importantes para determinar el valor de la inversión: esto es aumentará, hoy, si las expectativas sugieren mayores costos de producción en el futuro. El evento de mayores costos de producción en el futuro significa que la producción del futuro tendrá precios más altos y será menos competitiva que los productos producidos hoy. Ocurrirá lo contrario en caso de expectativas dirigidas a reducir los costos de producción.
El valor del dinero (es decir, el nivel de precio) es muy importante en el análisis en cuestión. Los pronósticos de aumentos futuros de precios aumentarán los ingresos futuros esperados, y de esta manera afectarán la eficiencia marginal del capital. La tasa de interés esperada también desempeña un papel, aunque el autor lo considera poco importante: sus variaciones, en el futuro, influirán en la conveniencia de generar nueva producción y nuevas inversiones, y las expectativas a este respecto afectan el nivel actual de producción e inversión.
Otro factor que afecta la eficiencia marginal del capital es el riesgo. Para arriesgar, en la decisión de invertir, generalmente hay dos tipos de operadores: el empresario y su acreedor. Cuando el empresario utiliza los fondos que ya tiene a su disposición, solo hay que tener en cuenta el riesgo de que corra de no ver cumplidos sus propios pronósticos, pero cuando utiliza fondos prestados, el papel del riesgo se duplica. Esto es especialmente importante en las fases de auge económico, donde los operadores se vuelven muy poco reacios al riesgo.

### Factores que influyen en las expectativas a largo plazo.
Las expectativas a largo plazo son aquellas que influyen en el incentivo para invertir. De hecho, al cambiar, modifican el ingreso potencial y, en consecuencia, la eficiencia marginal del capital. Las expectativas de esta categoría están asociadas con un grado cada vez mayor de incertidumbre, cuanto más avanzan en el tiempo, y esto lleva a los operadores a enfocarse más en las consideraciones relacionadas con los hechos más cercanos en el tiempo y concretamente observables. Sigue la tendencia a proyectar las condiciones actuales también a los siguientes periodos. Este es otro factor que influye en la eficiencia marginal del capital, a través de la influencia en las expectativas: el estado de confianza en sus pronósticos.
La estabilidad de las expectativas, según Keynes, ha ido disminuyendo y, por lo tanto, el estado de confianza ha empeorado, con la introducción de las bolsas de valores y la separación de la propiedad y la gestión de las empresas. La posibilidad de invertir los ahorros a través del mercado de valores ciertamente ha fomentado nuevas inversiones, pero también ha socavado su estabilidad, debido al componente especulativo predominante en tales intercambios. El ejemplo de Keynes es el siguiente: puede parecer razonable hacer una inversión de 25 esperando obtener un ingreso potencial de 30, pero para las inversiones que pueden negociarse en mercados bursátiles esto no siempre es cierto, ya que el propio mercado podría evaluarlo, sin cambiar realmente las condiciones reales (gustos del consumidor, nivel de demanda agregada, estado de la tecnología) que sirvieron de base para el pronóstico de un ingreso potencial de 30.

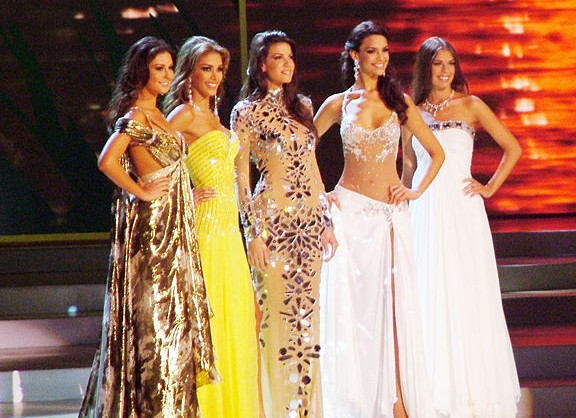
Miss Universo 2008, para Keynes los concursos de belleza son una metáfora eficaz del funcionamiento de los mercados de valores.

Lo que ha hecho de las bolsas una herramienta indispensable para asegurar un cierto flujo de nuevas inversiones es también lo que las ha hecho tan inestables. A corto plazo, el inversionista puede estar bastante tranquilo: tiene la posibilidad de cambiar sus opciones de inversión tan pronto como los valores sean más líquidos (es decir, cuanto más rápido se intercambien por dinero), para sentirse seguro. Al mismo tiempo, hace, en cierto sentido, un servicio a la comunidad, garantizándole una cantidad casi fija, en general, de nuevas inversiones. Al mismo tiempo, sin embargo, la facilidad con que puede cambiar sus opciones de inversión se traduce en la posibilidad de que el capital invertido se agote, dañando incluso a los inversores a largo plazo y la actividad productiva.
La separación entre propiedad y administración ha influido en la estabilidad de la valoración de los valores y, por lo tanto, en el valor de las inversiones, porque cada vez más quienes deciden cómo invertir saben poco o nada acerca de las condiciones reales de la empresa. De la misma manera, los mercados tienden a reaccionar excesivamente a las noticias sobre los beneficios de la inversión, y están sujetos a ataques de pánico irracionales o fases de euforia igualmente irracionales, debido al llamado espíritu de rebaño y los instintos de los operadores. El estado de fideicomiso de los acreedores, o de los prestamistas de los fondos con los que se harán las inversiones, también tiene su propia función. La principal razón de la inestabilidad de los precios del mercado de valores es, sin embargo, el comportamiento de los especuladores. 
Estas partes no tienen interés en el posible retorno de las inversiones y los dividendos, sinop que solo están interesadas en las ganancias de capital o en los cambios en el valor de los valores. Al perseguir este objetivo, su principal preocupación es comprender cuánto evaluará el mercado una inversión en particular, no cuánto realmente vale. Además, dado que todos los especuladores actúan de esta manera, deberán tratar de comprender la opinión de los otros especuladores sobre la evaluación que dará el mercado. Keynes, también basado en su exitosa experiencia como inversionista, utiliza una metáfora muy famosa, a saber, la del concurso de belleza. En esta metáfora, un periódico regala un premio para aquellos que puedan adivinar quién es la ganadora de un concurso de belleza en el que votan las mismas participantes en el juego", de modo que cada competidra debe elegir, no aquellas caras que piensa que son más bonitas, sino aquellas a quienes considera más propensas a atraer los gustos de las otras competidoras", que a su vez son conscientes de la actitud de las otras participantes. En este ejemplo, "nuestra inteligencia apunta a adivinar cómo la opinión promedio se imagina que la opinión promedio en sí misma se hace".
Una de las herramientas que se sugieren para superar la inestabilidad descrita es la proporcionada por las inversiones públicas, que debe tener como objetivo no solo obtener ganancias de los ingresos potenciales o de las fluctuaciones del mercado de valores, sino un rendimiento en términos sociales. El ingreso potencial de estas inversiones también puede ser más bajo que la tasa de interés, pero esto sigue siendo importante, porque el Estado podrá hacer inversiones más grandes a tasas más bajas. A pesar de esto, el efecto de las reducciones de la tasa de interés a través de una política monetaria expansiva tendrá poca importancia para estimular la inversión.

### Dinero, intereses y liquidez.
Los economistas neoclásicos argumentaron que la tasa de interés era el precio que equilibraba la demanda de ahorro, o la inversión, y el ahorro en sí mismo. La curva de inversión se mostró decreciente con respecto a la tasa de interés, ya que la disminución de esta variable incrementó la conveniencia de invertir. Los ahorros, por otro lado, aumentaron de manera directa proporcionalmente a la tasa de interés. Como resultado, la elección entre consumir y no consumir estuvo determinada por el nivel de la tasa de interés. Un aumento en los ahorros personales fue visto como un comportamiento virtuoso y beneficioso para la comunidad: al aumentar los ahorros, de hecho, la tasa de interés habría disminuido, ya que los operadores se habrían quedado sin ahorros y habrían decidido prestarlo a una tasa más baja, fomentando la inversión. 
Keynes invirtió esta línea de razonamiento, señalando primero que el acto de ahorrar no podía considerarse exactamente lo mismo que aumentar la inversión y el empleo. La mayor propensión al ahorro lleva a un menor nivel de multiplicador y demanda, poniendo en funcionamiento un mecanismo que reduce la producción, el empleo y los ingresos. [55] La tasa de interés no lleva el ahorro y la inversión al equilibrio, sino solo equilibra la oferta y la demanda de dinero.

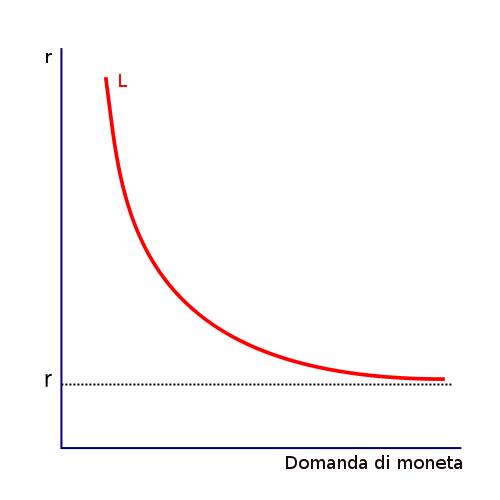
La curva de preferencia de liquidez. A la tendencia de la tasa de interés a un nivel muy bajo, tiende a volverse absoluta.

En la teoría general, se argumenta que el nivel de ahorro está determinado por el nivel de ingreso, dada la propensión al consumo (y, en un sentido residual, la propensión al ahorro). La tasa de interés entra en juego en una etapa posterior, es decir, cuando el asalariado tiene que decidir cómo usar sus ahorros. Tiene dos opciones: la primera es mantener el dinero en forma líquida, la segunda es comprar valores. La elección se hará teniendo en cuenta el nivel de la tasa de interés. Para Keynes es posible construir una curva de la demanda de dinero que disminuye con respecto a la tasa de interés. Dado que la tasa de interés nunca es negativa, parece que es imposible que alguien tenga dinero en forma líquida, ya que podría ganar comprando bonos, pero esto no se verifica debido a la incertidumbre sobre los valores futuros de la tasa de interés. 
Hay cuatro razones principales para mantener el dinero: 
1. El motivo del ingreso, destinado a mantener el dinero de acuerdo con las transacciones que se realizarán;
2. El motivo comercial, que empuja a mantener el dinero para enfrentar el período entre el pago de los costos de producción y el momento en que se reciben los ingresos (junto con el motivo de ingresos, constituye el motivo de las transacciones).
3. El motivo de precaución, que surge del deseo de estar a salvo de cualquier riesgo.
4. El motivo especulativo. Este último motivo es el más importante en la teoría keynesiana y el más importante para determinar la tasa de interés de equilibrio. Un aumento en la tasa de interés empujará a los operadores a mantener menos dinero por dos razones: la primera es que el costo de oportunidad de mantener el dinero aumenta, medido precisamente por la tasa de interés que podría obtenerse al tomar prestada la moneda; la segunda es que cuando aumenta la tasa de interés, la mayoría de los comerciantes piensan que caerá y los especuladores saben que sus valores aumentarán de valor, lo que les permite obtener ganancias de capital.[48] En este sentido, el dinero no se exige como fuente de poder de compra, sino como un fondo valioso.

La política monetaria se ejerce a través de los efectos causados por la preferencia por la liquidez. Mientras, de hecho, haya operadores cuyo pensamiento difiera del pensamiento del mercado con respecto a las perspectivas de la tasa de interés, será posible maniobrar a través de operaciones de mercado abierto. Por ejemplo, al aumentar la oferta monetaria de manera adecuada, el precio de los bonos aumentará para convencer a los que aún tienen valores para que los vendan a cambio de dinero. De hecho, el especulador que posee valores, piensa que la tasa de interés caerá aún más y que, por lo tanto, podrá obtener ganancias de capital. Al aumentar la oferta monetaria a cambio de bonos, el precio de estos aumentará y algunos operadores estarán dispuestos a abandonarlos, convencidos de que el precio no puede subir más y la tasa de interés no caerá más.
Siempre que haya una especie de resistencia psicológica que deba superarse para renunciar a la liquidez o elegirla, la autoridad monetaria tiene control sobre la tasa de interés. Esto es lo que quiere decir Keynes cuando argumenta que es "interesante que la estabilidad del sistema y su sensibilidad a los cambios en la cantidad de dinero dependan en gran medida de la existencia de una variedad de opiniones sobre lo que es incierto". Por lo tanto, cuando la tasa de interés futura se prevé por unanimidad, la autoridad monetaria pierde el control de esta variable. Esto es particularmente importante en el caso en el que la tasa de interés se vuelve tan baja que nadie creerá que puede ser más baja: la preferencia por la liquidez se vuelve absoluta. De esta manera, todos los operadores estarán dispuestos a aceptar mantener dinero sin negociar el precio de los bonos. Una caída adicional en las tasas se dificulta incluso cuando la opinión pública está acostumbrada a las altas tasas de interés. Las tasas más bajas que un cierto nivel crítico serían poco creíbles. Esto es típico de las economías vinculadas a regímenes de tipos de cambio fijos o controlados, o caracterizadas por una política monetaria vacilante y poco confiable.

### La naturaleza del capital.
En sus consideraciones sobre la naturaleza del capital, Keynes marca su proximidad a la doctrina clásica. De hecho, considera incorrecto sostener que el capital es "productivo". Considera que es más correcto ver el capital como un activo que otorga el derecho a una ganancia en virtud de su escasez y no de su productividad. Por ejemplo, la productividad física de un capital no cambiaría a medida que aumentara su cantidad, pero sin embargo, daría lugar a rendimientos más bajos.
"Por lo tanto, estoy cerca de la doctrina preclásica, que todo es producido por el trabajo, asistido por lo que entonces se llamaba arte y ahora se llama técnica, a partir de recursos naturales que son gratuitos o que cuestan un ingreso dependiendo de su abundancia o escasez. , y de los resultados del trabajo del pasado [...] Es preferible considerar el trabajo, incluidos naturalmente los servicios personales del empresario y sus colaboradores, como el único factor de producción, que opera en un entorno técnico determinado, de recursos naturales, bienes de capital y demanda efectiva.
Algunos procesos de producción largos son muy ineficientes físicamente, pero no por esta razón no se llevan a cabo. El hecho de que se utilicen debe buscarse en las circunstancias en que se producen los productos en cuestión, lo que puede implicar una mayor comodidad en el uso de procesos largos. En estos casos, los procesos cortos deben mantenerse lo suficientemente escasos para ser rentables a pesar de la entrega inmediata del producto.

### La sociedad "casi estacionaria".
En una situación en la que el mercado puede operar libremente, una empresa con un stock de capital suficiente no tendrá una eficiencia de capital marginal nula y tendrá una situación de pleno empleo, pero en la que todavía existe un incentivo. Pero si tiene ahorros, la eficiencia marginal es cero y, por lo tanto, no se pueden hacer nuevas inversiones que generen ganancias, y los productores correrán el riesgo de sufrir pérdidas mientras continúan manteniendo la producción y el empleo, ya que la demanda agregada será ciertamente menor que la producción. Por lo tanto, la compañía se agotará hasta que los ahorros se reduzcan a cero. Esto podría evitarse, en ausencia de intervención pública, solo gracias a la preferencia por el lujo de algunos individuos o el recurso, ya mencionado, de hacer cosas no necesarias pagadas por el estado. Una vez más, sin embargo, se enfatiza que el recurso a estos trucos es superfluo, cuando se conocen los determinantes de la demanda agregada y se pueden maniobrar fácilmente.
La sugerencia de Keynes es actuar sobre las inversiones públicas y sobre la tasa de interés. Este último debe mantenerse lo suficientemente bajo como para que no haya deseos de acumular riqueza, mientras que las inversiones deben ser empujadas hasta el punto en que se verifique el pleno empleo y la eficiencia marginal del capital sea nula. De esta manera, se crearía una "colectividad casi estacionaria" (comunidad casi estacionaria) y se produciría la llamada eutanasia del asalariado, que es el operador que obtiene una actuación sin llevar a cabo funciones concretas, solo en virtud de su acumulación pasada y la escasez de capital. Esto no conduciría a la desaparición del empresario, porque el que desafía su capacidad para pronosticar ingresos futuros aún podría ser recompensado.

### Las peculiaridades de la moneda y el papel determinante de la tasa de interés monetaria.
Del mismo modo que la tasa de interés monetaria indica el excedente porcentual de una cantidad de dinero a pagar en el futuro, en comparación con la cantidad actual, de la misma manera, todos los bienes duraderos tienen su propia tasa de interés, diferente para cada producto. Keynes trata de explicar por qué, aunque cada producto duradero tiene su propia tasa de interés, es el monetario el que determina el límite máximo más allá del cual la producción no puede ser aumentada para continuar siendo asequible.
Cada activo de capital tiene tres cualidades, correspondientes a los diferentes servicios que realizan (o los cargos que conllevan) para quienes los poseen: 
1. Participa en un proceso de producción;
2. Tiene costos de mantenimiento;
3. Se caracteriza por una cierta liquidez.

Al definir q el producto obtenido gracias a ese capital, c sus costos de mantenimiento y l el "servicio de liquidez" que ofrece, se deduce que, en total , ese capital supone q - c + l. Tomando como ejemplo las mercancías "casas", "trigo" y "moneda", cada una de ellas tiene una calidad principal, mientras que las otras dos son insignificantes. En particular, las casas ofrecen un alto rendimiento, llamado q 1 en términos de casas, y tienen un costo de mantenimiento insignificante y una prima de liquidez aún más despreciable. El trigo ofrece bajo rendimiento y baja liquidez, y conlleva altos costos de mantenimiento, definidos - c 2 en términos de trigo. Finalmente, la moneda da derecho a un bajo rendimiento, se caracteriza por bajos costos de mantenimiento, pero a cambio es el activo líquido por excelencia, y su liquidez se indica como l 3 en términos de dinero. 
Devolviéndolo todo en términos de dinero y agregando a los beneficios de los activos de poco valor las expectativas sobre su apreciación en términos monetarios (a 1 y a 2 respectivamente para casa y para grano), se pueden comparar las diversas tasas de interés. La demanda de estos bienes de capital será tanto mayor cuanto mayor sea su tasa de interés y, como máximo, las tres cantidades serán iguales. Para que se produzca un activo de capital, su eficiencia marginal (en términos de cualquier bien) debe ser más alta que la tasa de interés (en términos del mismo bien). A medida que aumenta el stock de capital, su eficiencia marginal disminuirá, hasta que la conveniencia de producirlo sea completamente cero.  Esto significa que si hay una tasa que baja más lentamente que las otras dos, esta última tendrá que adaptarse a ellas. Para Keynes, es precisamente la tasa monetaria la más reacia a disminuir a medida que aumenta el stock de capital, y por lo tanto es la que determina el techo máximo de producción.
La función restrictiva de la tasa de interés monetaria es causada por las características peculiares de la moneda, que tiene, de hecho, una elasticidad de producción igual o muy cercana a cero, en el sentido de que no se puede obtener más dinero aplicando más trabajadores a su producción, y una elasticidad de sustitución que es igual de baja, porque incluso si hay un aumento en el valor de cambio, no podemos estar seguros de que será reemplazada por otros bienes.  
Las razones por las que la moneda ofrece una prima de liquidez tan alta en comparación con otros activos, especialmente cuando se comparan con los bajos costos de mantenimiento, son dos. La primera consiste en el hecho de que los salarios se definen en términos de dinero y la segunda, la más importante, es la estabilidad del valor del dinero en comparación con la de los salarios. Ambas características, entonces, están vinculadas a la casi inexistente elasticidad de la producción de dinero sólido. A partir de estas consideraciones, Keynes sugiere una hipótesis acerca de por qué la acumulación tiende a ser insuficiente. En contraste con Marshall, quien atribuyó la escasez de capital a los bajos ahorros, lo atribuye al hecho de que, en el pasado, la tierra tenía características que hoy son propias del dinero.

### El ciclo económico: oscilaciones y estabilidad.
Partiendo de la observación de la realidad y basándose en consideraciones teóricas, la Teoría General presenta algunas consideraciones sobre la estabilidad de la economía. De hecho, hay algunas causas que hacen que las diferentes variables que afectan a la producción sean bastante estables, pero al mismo tiempo, no se alejen demasiado de una tendencia muy alejada de la pobreza colectiva y muy alejada del pleno empleo.
Hay tres causas de estabilidad. En primer lugar, debido a los cambios en los costos de producción a medida que varía la cantidad producida, los cambios en la eficiencia marginal del capital y la tasa de interés no tienen efectos desproporcionados en el nivel de la inversión. En segundo lugar, el último nivel, a su vez, no tiene un efecto desproporcionado en el empleo, ya que el multiplicador no es muy alto debido a las características de la propensión marginal al consumo. La estabilidad de los salarios monetarios también contribuye a la estabilidad de los sistemas económicos, ya que incluso en períodos de altas fluctuaciones en el nivel de empleo no reaccionan de forma exagerada.
En cambio, el ciclo económico es causado por la naturaleza de los bienes de capital, generalmente afectados por el desgaste constante. Por debajo y por encima de un punto crítico en el nivel de inversión, de hecho, la eficiencia marginal del capital tenderá, respectivamente, a subir o bajar rápidamente, causando, en consecuencia, la expansión o recesión de la actividad de producción.

### Artículos
- Ebeling, Richard M. (noviembre de 2004). «Henry Hazlitt and the Failure of Keynesian Economics». The Freeman: Ideas on Liberty (en inglés) (New York: Foundation for Economic Education) 54 (9): 15-19. Archivado desde el original el 19 de mayo de 2012. Consultado el 20 de mayo de 2012.
- Rueff, Jacques (Janvier-Février 1947). «Les Erreurs de la théorie générale de Lord Keynes». Revue d'économie politique (en francés) (Paris: Librairie du Recueil Sirey) 57: 5-33.
- Rueff, Jacques (mayo de 1947). «The Fallacies of Lord Keynes General Theory». The Quarterly Journal of Economics (en inglés) (Oxford: Oxford University Press) 61 (3): 343-367. doi:10.2307/1879560.
- Rueff, Jacques (Nov., 1948). «The Fallacies of Lord Keynes' General Theory: Reply». The Quarterly Journal of Economics (en inglés) (Oxford: Oxford University Press) 62 (5): 771-782. doi:10.2307/1883471.
- Samuelson, Paul A. (julio de 1946). «Lord Keynes and the General Theory». Econometrica (en inglés) (New York: The Econometric Society) 14 (3): 495-518.
- Sanz Bas, David (Fall 2011). «Hayek's Critique of The General Theory: A New View of the Debate between Hayek and Keynes». The Quarterly Journal of Austrian Economics (en inglés) (Auburn: Ludwig von Mises Institute) 14 (3): 288-310. Consultado el 20 de mayo de 2012.
- Skousen, Mark (septiembre de 1996). «New Keynesians Finally Reject Keynes’s General Theory». The Freeman: Ideas on Liberty (en inglés) (New York: Foundation for Economic Education) 46 (9): 639-641. Archivado desde el original el 4 de noviembre de 2012. Consultado el 20 de mayo de 2012.
- Tobin, James (Nov., 1948). «The Fallacies of Lord Keynes' General Theory: Comment». The Quarterly Journal of Economics (en inglés) (Oxford: Oxford University Press) 62 (5): 763-770. doi:10.2307/1883470.

### Libros
- Hazlitt, Henry (1961). Los errores de la nueva ciencia económica: un análisis de las falacias keynesianas. Madrid: Aguilar.
- Keynes, John Maynard (1978). The General Theory of Employment, Interest and Money [Teoría General del Empleo, el Interés y el Dinero]. The Collected Writings of John Maynard Keynes (en inglés) VII. Cambridge: Cambridge University Press.
- Keynes, John Maynard (1988). Théorie générale de l'emploi, de l'intérêt et de la monnaie [Teoría General del Empleo, el Interés y el Dinero]. Bibliothèque scientifique Payot (en francés). Paris: Payot. ISBN 2-228-88011-6.
- Keynes, John Maynard (1998). Teoría General del Empleo, el Interés y el Dinero. Biblioteca de Grandes Economistas del Siglo XX. Introducción y comentarios de José Antonio de Aguirre. Madrid: Ediciones Aosta. ISBN 978-84-88203-05-2.

### Ensayos
- Alvin Hansen, A Guide to Keynes, Nueva York, McGraw-Hill, 1953, ISBN 0-07-026046-X.
- John Maynard Keynes, Exhortaciones y profecía, por Silvia Boba, Milán, Il saggiatore, 1994, ISBN 88-428-0203-4.
- Marco Musella, Desempleo, guerra y globalización, Turín, Giappichelli, ISBN 88-348-3424-0.
- Joseph E. Stiglitz, The Roaring Nineties, Turín, Einaudi, ISBN 88-06-17651-X.

### Historia de la economía y el pensamiento económico.
- Franca Assante, Maurizio Colonna; Giuseppe Di Taranto, Giuseppe Lo Giudice, Historia de la economía mundial (siglos XVIII-XX), Bolonia, Monduzzi, 1995, ISBN 88-323-5720-8.
- John Kenneth Galbraith, Historia de la Economía, Milán, RCS Rizzoli, 2006, ISBN 88-17-11514-2.
- Giorgio Ruffolo, Corazones y dinero. Doce grandes economistas dijeron a un lego, Turín, Einaudi, 2005, ISBN 88-06-17458-4.
- Donald E. Moggridge, Keynes, Glasgow, Fontana / Collins, 1976, ISBN 0-00-634193-4.
- Robert Skidelsky, Keynes, Bolonia, Il Mulino, 1998, ISBN 88-15-06312-9.
- Michael Stewart, Keynes y después, Penguing Books Ltd, 1991, ISBN 0-14-013651-7.

### Teoría económica, manuales.
- Mario Arcelli, La economía monetaria y la política monetaria de la Unión Europea, Padova, Cedam, 2002, ISBN 88-13-23938-6.
- Bruno Jossa, Macroeconomía, Padua, Cedam, 2000, ISBN 88-13-22280-7.